# Gino Brizzi
Gino Brizzi (Roma, ... – ...; fl. XX secolo) è stato un ciclista su strada italiano.
Corridore attivo tra il 1909 ed il 1919, partecipò al Giro d'Italia nel 1911, classificandosi al decimo posto, e nel 1913. Fu nono nel Giro di Lombardia del 1909 e terzo nella Roma-Napoli-Roma del 1912.

## Palmarès
- 1912 (Bianchi, quattro vittorie)

1ª tappa Giro di Campania (Roma > Tivoli)
2ª tappa Giro di Campania (Tivoli > Roma)
Classifica generale Giro di Campania
Gran Premio Roma

## Piazzamenti

### Grandi giri
- Giro d'Italia

1911: 10º
1913: 22º

### Classiche
- Giro di Lombardia

1909: 20º
1912: 25º
- Milano-Sanremo

1912: 25º